# Letitia Elizabeth Landon
Letitia Elizabeth Landon (Chelsea, 14 de agosto de 1802 - Cape Coast, †15 de octubre de 1838) fue una poetisa y novelista británica, más conocida por sus iniciales L. E. L. más que como Miss Landon o Mrs. Maclean, descendía de una vieja familia de Herefordshire. Poetisa de la escuela lakista.

## Biografía
Letitia acudió a una escuela en Chelsea donde recibió educación igualmente Mary Russell Mitford. Su padre, un agente del ejército, amasó una gran fortuna, que perdió especulando poco antes de su muerte. Alrededor de 1815 los Landon conocieron a William Jerdan y en los veinte del siglo XIX comenzó a realizar contribuciones a su semanario Literary Gazette que Jerdan editaba, y a varios anuarios cristianos.
También publicó varios volúmenes de verso, que pronto le reportaron fama literaria. La gentil melancolía y sentimiento romántico de sus escritos personificaban el gusto adecuado al período, y le hubiera asegurado en cualquier caso su simpatía y aprobación de una amplia clase de lectores. Muestra riqueza de gusto y aptitud en el lenguaje, pero su obra sufrió al ser producida con rapidez, y no ha soportado el paso del tiempo. Las grandes sumas que ganó gracias a sus obras literarias se gastaron en mantener a su familia. Un compromiso con John Forster, se dice, se rompió por la intervención de los rumores maliciosos.
En junio de 1838 se casó con George Maclean, gobernador de la colonia británica de Gold Coast. Su breve e infeliz matrimonio acabó unos meses después al morir ella, el 15 de octubre de 1838 en Cape Coast por una sobredosis de ácido prúsico, que, se supone, ingirió accidentalmente.
De sus poemas, destacan La improvisadora, El trovador y, sobre todo, La estrella polar. Durante un tiempo L. E. L. fue editora asistente de la Literary Gazette. Su primer volumen de poesía apareció en 1820 con el título de The Fate of Adelaide, y fue seguido con otras colecciones de versos de títulos similares. Escribió también varias novelas, de las cuales la mejor es Ethel Churchill (1837). Varias ediciones de sus Poetical Works se han publicado desde su muerte, una en 1880 con una memoria introductoria de William Bell Scott. The Life and Literary Remains of Letitia Elizabeth Landon, por Samuel Laman Blanchard, apareció en 1841, y una segunda edición en 1855. Más recientemente, Broadview Press ha publicado una antología en 1997.